# Waldo Rubén Barrionuevo Ramírez
Waldo Rubén Barrionuevo Ramírez CSsR (ur. 9 września 1967 w Oruro, zm. 7 lipca 2022 w La Paz) – boliwijski duchowny rzymskokatolicki, od 2019 wikariusz apostolski Reyes.

## Życiorys
Święcenia kapłańskie przyjął 25 października 1997 w zakonie redemptorystów. Był m.in. misjonarzem w Santa Cruz de la Sierra, wikariuszem prowincjalnym oraz proboszczem zakonnej parafii w Cochabambie.
15 lutego 2014 został prekonizowany biskupem pomocniczym wikariatu apostolskiego Reyes ze stolicą tytularną Vulturaria. Sakry biskupiej udzielił mu 14 maja 2014 bp Karl Bürgler.
1 czerwca 2019 został promowany na urząd wikariusza apostolskiego Reyes.